# Aleksandr Sergejevitj Pusjkin
 "Pusjkin" omdirigeres hertil. For andre betydninger af Pusjkin, se Pusjkin (flertydig).
Aleksandr Sergejevitj Pusjkin (russisk: Александр Сергеевич Пушкин, tr. Aleksandr Sergejevitj Pusjkin, født 6. juni 1799 i Moskva, død 10. februar 1837 i Sankt Petersborg) var en russisk forfatter og anses som grundlæggeren af russisk litteratur. Hans hovedværker er versromanen Jevgenij Onegin (eller Eugen Onegin) og skuespillet Boris Godunov.
Pusjkin er en tidlig repræsentant for russisk romantik. Som litterær figur har Pusjkins "Jevgenij Onegin" virket som inspiration for flere russiske forfattere som  Mikhail Lermontov, Dostojevskij, Tolstoj og Turgenjev. 
Pusjkin blev dødeligt såret i en duel med Georges-Charles de Heeckeren d'Anthès, en fransk officer i et russisk kavaleriregiment, der forsøgte at forføre digterens hustru, Natalja Pusjkina.